# VM i landevejscykling 2018 – Linjeløb (damer)
Damernes linjeløb ved VM i landevejscykling 2018 blev afholdt den 29. september 2018. Løbet blev vundet af hollandske Anna van der Breggen.

## Hold og ryttere
| 8 ryttere | 7 ryttere                             | 6 ryttere                                                                        | 5 ryttere | 4 ryttere | 3 ryttere                                                                          | 2 ryttere                                                                           | 1 ryttere |
| --------- | ------------------------------------- | -------------------------------------------------------------------------------- | --------- | --------- | ---------------------------------------------------------------------------------- | ----------------------------------------------------------------------------------- | --- |
| Holland   | Australien · Tyskland · USA · Italien | Belgien · Canada · Danmark · Spanien · Frankrig · Storbritannien · Norge · Polen | Rusland   | Slovenien | Østrig · Colombia · Japan · Kasakhstan · New Zealand · Schweiz · Sverige · Ukraine | Brasilien · Cuba · Finland · Hongkong · Israel · Luxembourg · Sydafrika · Slovakiet | Albanien · Argentina · Chile · Belgien · Kina · Kroatien · Cypern · Tjekkiet · Eritrea · Etiopien · Grækenland · Ungarn · Irland · Litauen · Rumænien · Serbien · Trinidad og Tobago · Vietnam |

### Danske ryttere
- Cecilie Uttrup Ludwig
- Pernille Mathiesen
- Amalie Dideriksen
- Emma Norsgaard Jørgensen
- Annika Langvad
- Caroline Bohé

## Resultater
| \| Samlede stilling \| Samlede stilling \| Samlede stilling \| Samlede stilling \| Samlede stilling \| \| Rytter \| Rytter \| Hold \| Tid \| \| \| ---------------- \| -------------------- \| ---------------- \| ---------------- \| ---------------- \| \| 1. \| Anna van der Breggen \| Holland \| 4t 11' 04" \| \| \| 2. \| Amanda Spratt \| Australien \| + 3' 42" \| \| \| 3. \| Tatiana Guderzo \| Italien \| + 5' 26" \| \| \| 4. \| Emilia Fahlin \| Sverige \| + 6' 13" \| \| \| 5. \| Małgorzata Jasińska \| Polen \| + 6' 13" \| \| \| 6. \| Karol-Ann Canuel \| Canada \| + 6' 17" \| \| \| 7. \| Annemiek van Vleuten \| Holland \| + 7' 05" \| \| \| 8. \| Amy Pieters \| Holland \| + 7' 05" \| \| \| 9. \| Lucinda Brand \| Holland \| + 7' 17" \| \| \| 10. \| Ruth Winder \| USA \| + 7' 17" \| \| |                      |            |            |
| |                      |            |            |
| Kilde: ProCyclingStats |                      |            |            |
| Samlede stilling |                      |            |            |
| Rytter | Rytter               | Hold       | Tid        |
| 1. | Anna van der Breggen | Holland    | 4t 11' 04" |
| 2. | Amanda Spratt        | Australien | + 3' 42"   |
| 3. | Tatiana Guderzo      | Italien    | + 5' 26"   |
| 4. | Emilia Fahlin        | Sverige    | + 6' 13"   |
| 5. | Małgorzata Jasińska  | Polen      | + 6' 13"   |
| 6. | Karol-Ann Canuel     | Canada     | + 6' 17"   |
| 7. | Annemiek van Vleuten | Holland    | + 7' 05"   |
| 8. | Amy Pieters          | Holland    | + 7' 05"   |
| 9. | Lucinda Brand        | Holland    | + 7' 17"   |
| 10. | Ruth Winder          | USA        | + 7' 17"   |